# サマーピープル
「サマーピープル」は、吉田拓郎が1981年4月5日にリリースした21枚目のシングル。発売元はフォーライフ・レコード（現・フォーライフミュージックエンタテイメント）。

## 概要
資生堂『サマービューティー』イメージソング。
カップリング曲の「二十才のワルツ」は、アルバム『アジアの片隅で』からのシングルカットで、シングル用にミックスが施されている。
「ひかりとパラソル（資生堂・モデル女性のジャケット）」と名した、A面は同じで、B面に演奏サマーローションズのサマーピープル（インストゥルメンタル）が収録された非売品レコードも存在する。

## 収録曲
- 全作曲：吉田拓郎

Side:A
1. サマーピープル（3分18秒）
作詞:岡本おさみ、編曲:松任谷正隆

Side:B
1. 二十才のワルツ（5分55秒）
作詞:吉田拓郎、編曲:青山徹・大村雅朗

## 収録ディスク

### アルバム
サマーピープル
- 『ONLY YOU 〜since coming For Life〜』(1981年)
- 『吉田拓郎 ONE LAST NIGHT IN つま恋』(1985年)
- 『吉田拓郎ベスト60』(1985年)
- 『The 吉田拓郎』(1986年)
- 『Songs』(1988年)
- 『ONLY YOU 〜since coming For Life〜 + Single Collection』(2011年)

二十才のワルツ
- 『アジアの片隅で』(1980年)
- 『吉田拓郎ベスト60』(1985年)
- 『吉田拓郎 ベスト』(2001年)